# 1980-as US Open (tenisz)
Az 1980-as US Open az év harmadik Grand Slam-tornája volt. A US Open teniszbajnokságot ebben az évben 100. alkalommal rendezték meg. A férfiaknál az amerikai John McEnroe megvédte címét, a nőknél a szintén amerikai Chris Evert-Lloyd győzött.

## Döntők

### Férfi egyes
John McEnroe -   Björn Borg,  7–6(4), 6–1, 6–7(5), 5–7, 6–4

### Női egyes
Chris Evert-Lloyd -  Hana Mandlíková, 5–7, 6–1, 6–1

### Férfi páros
Bob Lutz /  Stan Smith -  John McEnroe /  Peter Fleming, 7–5, 3–6, 6–1, 3–6, 6–3

### Női páros
Billie Jean King /  Martina Navratilova -  Pam Shriver /  Betty Stöve,  7–6(2), 7–5

### Vegyes páros
Wendy Turnbull /  Marty Riessen -  Betty Stöve /  Frew McMillan, 7–5, 6–2

## Juniorok

### Fiú egyéni
Mike Falberg –  Eric Wilborts 6–7, 6–3, 6–3

### Lány egyéni
Susan Mascarin –  Kathrin Keil 6–3, 6–4